# 劉珮 (嘉靖進士)
劉珮（？—？），字象德，山西太原府盂縣人，民籍，明朝政治人物。

## 生平
山西鄉試第十四名舉人。嘉靖四十一年（1562年）中式壬戌科會試第二百二十六名，三甲第五十一名進士。授陕西長安縣知縣。

## 家族
曾祖劉寶；祖父劉斌；父劉元，母溫氏。永感下。